# Скотт Сміт
Скотт Бе́ктел Сміт (англ. Scott Bechtel Smith) (* 13 липня 1965) — американський письменник і сценарист, автор романів жахів, триллерів. За сценарій до екранізації свого роману «Простий план» у 1998 році був одним з претендентів на премію «Оскара» за найкращий сценарій.

## Біографія
Скотт Сміт народився у м. Самміт, штат Нью-Джерсі, США 13 липня 1965 року, дитинство провів у м. Толедо, штат Огайо. Після закінчення середньої школи навчався у Дартмутському коледжі, пізніше у Колумбійському університеті. Визнання отримав після публікації свого першого роману-триллера «Простий план» у 1993 р. Пізніше йому запропонували екранізувати цей роман і написати до нього сценарій. Фільм вийшов на екрани у 1998 році і отримав загалом схвальну реакцію критиків, за сценарій до фільму Скотт Сміт номінувався на премію «Оскара» за найкращий сценарій. У 2006 році вийшла його другка книга — роман жахів «Руїни», яка теж була екранізована у 2008 р. Сценарій до фільму також написав Скотт Сміт. На думку Стівена Кінга він є одним з найкращих письменників у жанрі триллера та жахів. Скотт Сміт мешкає у Нью-Йорку.

## Фільмографія
| Роки | Назва                        | Оригінальна назва       | Роль                            | Примітки                    |
| ---- | ---------------------------- | ----------------------- | ------------------------------- | --------------------------- |
|      | Речі, які вони несли         | The Things They Carried | сценарист                       |                             |
|      | Периферія                    | The Peripheral          | сценарист і виконавчий продюсер | телесеріал (епізод 1.1.)    |
| 2019 | Підгоріла помаранчева гересь | The Burnt Orange Heresy | сценарист                       |                             |
| 2018 | Сибір                        | Siberia                 | сценарист                       |                             |
| 2017 |                              | Civil                   | сценарист і виконавчий продюсер | телефільм                   |
| 2008 | Руїни                        | The Ruins               | автор оповідання і сценарист    |                             |
| 1998 | Простий план                 | A Simple Plan           | автор оповідання і сценарист    | номінація на премію «Оскар» |